# Beugungseffizienz
Beugungseffizienz (engl. diffraction efficiency) oder kurz Effizienz ist eine charakteristische Größe diffraktiver optischer Elemente (DOE), insbesondere optischer Gitter.
Sie ist definiert als das Verhältnis der Intensität, die von einem DOE in einen bestimmten Raumwinkel gebeugt wird, zu der auf das Element einfallenden Intensität.

## Optisches Gitter
Im Speziellen definiert man für optische Gitter die Beugungseffizienz als den Anteil der einfallenden Intensität, der in die erste Beugungsordnung gebeugt wird:
{\displaystyle \eta ={\frac {I_{1}}{\sum _{m_{\text{min}}}^{m_{\text{max}}}I_{m}}}}
mit der Intensität {\displaystyle I_{m}} der m-ten Ordnung.
Im Falle eines einfachen Amplituden-Transmissionsgitters mit Gitterlinienabstand d und Schlitzbreite d/2 (d. h. einem Gitter, welches an seinen Gitterlinien keine Phasenunterschiede zwischen den einzelnen Lichtwellen erzeugt, sondern sie nur in ihren Amplituden abschwächt) beträgt die Intensität in der m-ten Ordnung (im Fernfeld):
{\displaystyle I_{m}\propto \left|{\frac {d}{2}}\cdot \operatorname {sinc} \left(\pi {\frac {m}{2}}\right)\right|^{2}}
mit der Sinus cardinalis-Funktion {\displaystyle \operatorname {sinc} .}
Dies führt auf eine maximale Effizienz von ca. 10 %. Um höhere Effizienzen zu erreichen, bedient man sich Phasengittern, z. B. eines Blazegitters. Diese erreichen im Idealfall Effizienzen von 100 %, aber nur für kleine Wellenlängenbereiche.